# Batuíra-melodiosa
Batuíra-melodiosa, borrelho-assobiadeiro ou borrelho-assobiador (nome científico: Charadrius melodus) é um espécie de maçarico da família dos caradriídeos que habita regiões litorâneas na América do Norte. Também se chama borrelho-assobiador. Ocorre no Brasil como espécie vagante.